# Бєлоусов Володимир Павлович (стрибун з трампліна)
Бєлоусов Володимир Павлович (рос. Белоусов Владимир Павлович; нар. 14 липня 1946, с. Пугарево (нині мікрорайон Всеволожська. Ленінградська область) — радянський стрибун з трампліна, олімпійський чемпіон, єдиний радянський олімпійський медаліст в стрибках з трампліна.

## Виступ на Олімпійських іграх
На Олімпійських іграх 1968 Володимир Бєлоусов брав участь в стрибках з нормального і великого трампліна. В стрибках з нормального трампліна він посів 8 місце. Через 7 днів в стрибках з великого трампліна Бєлоусов захопив лідерство після виконання першого стрибка і, отримавши найкращі оцінки після виконання другого стрибка, став олімпійським чемпіоном.